# Тимлер, Александр Карлович
Александр Карлович Тимлер (1837—1896) — генерал-лейтенант русской императорской армии, участник Крымской и русско-турецкой войны 1877—1878 годов.

## Биография
Родился 22 августа (3 сентября) 1837 года.
После училища правоведения, поступил юнкером в лейб-гвардии Гренадерский полк. В 1867 году по 1-му разряду окончил Николаевскую академию Генерального штаба. С 1870 года — при Генеральном штабе; полковник с 13 апреля 1875 года. С 1877 года состоял при военно-ученом комитете Главного штаба.
С 1878 года — товарищ военного министра Болгарского княжества. С 3 по 11 апреля 1880 года исполнял обязанности военного министра, но после конфликта с князем Александром Баттенбергом был возвращён на родину.
Генерал-майор с 30 августа 1886 года. С 25 января 1887 г. по 15 марта 1890 г. — начальник штаба 4-го армейского корпуса.
С 15 марта 1890 г. по 10 января 1896 г. — командир 1-й бригады 15-й пехотной дивизии.
С 10 января 1896 г. по 8 декабря 1896 г. — начальник 15-й пехотной дивизии (с 14 мая 1896 года — генерал-лейтенант).
Умер 8 (20) декабря 1896 года. Похоронен на Смоленском евангелическом кладбище.

## Награды
- орден Св. Анны 3-й ст. (1870)
- орден Св. Станислава 2-й ст. (1873)
- орден Св. Анны 2-й ст. (1878)
- орден Св. Владимира 4-й ст. (1880)
- орден Св. Владимира 3-й ст. (1883)
- Орден Святого Станислава 1-й ст. (1889)
- орден Св. Анны 1-й ст. (1893)

иностранный
- командорский крест ордена Румынской звезды (1883)